# Toren van Braem

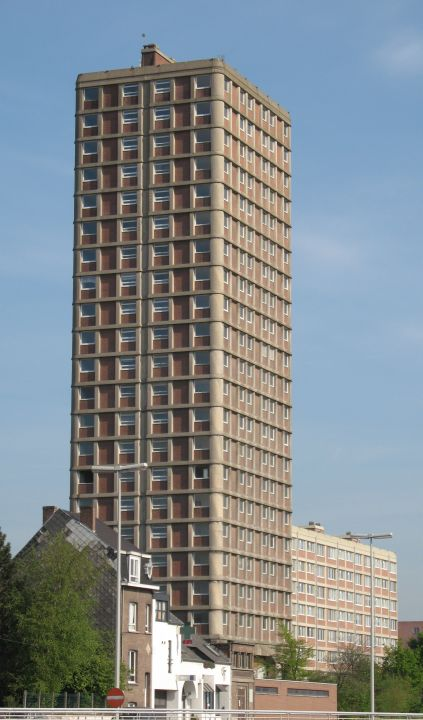
Toren van Braem

De Toren van Braem, later hernoemd naar Flash Design Tower, is het hoogste gebouw in de gemeente Boom, provincie Antwerpen. Het is gebouwd in 1972 en ontworpen door architect Renaat Braem.
Oorspronkelijk was het flatgebouw 20 verdiepingen hoog, plus een technische ruimte. Hier werden later twee verdiepingen aan toegevoegd, waardoor het gebouw 22 verdiepingen hoog is. In 2009 is het gebouw volledig gerenoveerd. Daarbij werd de oorspronkelijke indeling met vier appartementen per verdieping veranderd. Nu telt het gebouw twee luxe lofts per verdieping. Op het dak werd een terras gerealiseerd en op de 18e verdieping werd een restaurant geopend met panoramisch zicht richting Antwerpen, Brussel, Mechelen en Sint-Niklaas. Dit is inmiddels echter gesloten.
In maart 2021 werd de toren onbewoonbaar verklaard vanwege problemen met de stabiliteit en de brandveiligheid. Hierop moest de toren ontruimd worden.  In 2023 bleken nog 2 appartementen bewoond te zijn waarna het gemeentebestuur op 6 oktober 2023 overging tot een uithuiszetting van de laatste bewoners. De vastgestelde problemen met de brandveiligheid en de stabiliteit van het gebouw bleken nog steeds niet opgelost te zijn. Wel werd de stabiliteit door de burgemeester omschreven als "oké op korte en middellange termijn".
In mei 2024 vonden de curatoren een koper voor de toren. Wat de exacte plannen waren met de toren, was niet bekend. 